# 'hours…' Tour
Tournées par David Bowie
Earthling Tour (1997) Heathen Tour (2002)
Le 'hours…' Tour est une brève tournée de David Bowie donnée fin 1999.
La promotion de l'album 'hours...' passe principalement par des passages dans des émissions de télévision. Bowie ne donne qu'une poignée de concerts en Europe et en Amérique du Nord entre octobre et décembre.

## Musiciens
- David Bowie : chant, guitare
- Page Hamilton : guitare
- Mike Garson : claviers
- Gail Ann Dorsey : basse
- Mark Plati : guitare acoustique
- Sterling Campbell : batterie
- Holly Palmer, Emm Gryner : chœurs[1]

## Dates
| Date             | Ville      | Pays        | Salle             | Remarques |
| ---------------- | ---------- | ----------- | ----------------- | --- |
| 23 août 1999     | New York   | États-Unis  | Manhattan Center  | Pour l'émission VH1 Storytellers (édité en CD et DVD en 2009). Dernier concert de Bowie avec le guitariste Reeves Gabrels. |
| 9 octobre 1999   | Londres    | Royaume-Uni | Stade de Wembley  | Participation au concert de charité NetAid (en). |
| 10 octobre 1999  | Dublin     | Irlande     | Dublin HQ         | Premier concert de la tournée. |
| 14 octobre 1999  | Paris      | France      | Élysée-Montmartre | Trois chansons de ce concert figurent sur certaines éditions du single Survive. Le concert intégral est publié en streaming en 2020 sous le titre Something In The Air (Live Paris 99), puis en format physique au sein du coffret Brilliant Live Adventures. |
| 17 octobre 1999  | Vienne     | Autriche    | Libro Music Hall  | |
| 19 novembre 1999 | New York   | États-Unis  | Kit Kat Klub      | Trois chansons de ce concert figurent sur certaines éditions du single Seven. Le concert intégral est publié en 2021 au sein du coffret Brilliant Live Adventures.                                                                                            |
| 2 décembre 1999  | Londres    | Royaume-Uni | The Astoria       | |
| 4 décembre 1999  | Milan      | Italie      | Alcatraz          | |
| 7 décembre 1999  | Copenhague | Danemark    | Vega              | Dernier concert de la tournée. |

## Chansons jouées
- De Hunky Dory : Changes, Life on Mars?
- De Aladdin Sane : Drive-In Saturday, Cracked Actor
- De Diamond Dogs : Rebel Rebel
- De Station to Station : Word on a Wing, Stay
- De Low : Always Crashing in the Same Car
- De Lodger : Repetition
- De Scary Monsters (and Super Creeps) : Ashes to Ashes
- De Let's Dance : China Girl
- De Tin Machine : I Can't Read
- De Earthling : I'm Afraid of Americans
- De 'hours...' : Thursday's Child, Something in the Air, Survive, If I'm Dreaming My Life, Seven, The Pretty Things Are Going to Hell
- Autres chansons de Bowie : Can't Help Thinking About Me